# Christian Gottfried Gruner
Christian Gottfried Gruner, född 8 november 1744 i Sagan, död 5 december 1815, var en tysk läkare.
Gruner blev 1769 medicine doktor och bosatte sig som praktiserande läkare i Breslau. År 1772 utgav han sitt första lärda arbete, Censura librorum hippocraticorum, på grund av vilket han 1773 kallades till professor i teoretisk medicin och botanik i Jena. Där arbetade han med stor iver dels i medicinens historia, dels i teoretisk medicin. Därjämte utgav han flera av de äldre läkarnas arbeten dels i original, dels i översättning. Ju äldre han blev, desto mer fördjupade han sig i den äldre litteraturen och följde därför inte med den samtida vetenskapens utveckling.